# Efeler
Efeler là một huyện thuộc tỉnh Aydın, Thổ Nhĩ Kỳ., mật độ 127 người/km².